# Panapākkam
Panapākkam är en ort i Indien.   Den ligger i distriktet Vellore och delstaten Tamil Nadu, i den södra delen av landet, 1 800 km söder om huvudstaden New Delhi. Panapākkam ligger 114 meter över havet och antalet invånare är 10 142.
Terrängen runt Panapākkam är platt. Runt Panapākkam är det tätbefolkat, med 683 invånare per kvadratkilometer. Närmaste större samhälle är Kanchipuram, 17,2 km sydost om Panapākkam. Trakten runt Panapākkam består till största delen av jordbruksmark.